# Latium vetus
Il Latium vetus, anche detto Latium antiquum, fu una regione storico-geografica costituita dalla parte centrale dell'attuale Lazio, posta a sud del fiume Tevere (che lo divideva dai territori Etruschi dell'Etruria meridionale - l'attuale Lazio settentrionale) e a nord del monte Circeo, che lo divideva dal Latium adiectum, con il quale costituiva il Latium. Era limitato dalla costa tirrenica e esteso sulle propaggini degli Appennini verso l'interno, fino al Sannio.
Questa regione fu occupata, a partire dalla seconda metà del II millennio a.C., da una serie di popolazioni di lingua indoeuropea, tra cui i Latini, i Falisci, i Capenati, gli abitanti del centro arcaico di Poggio Sommavilla appartenenti al ramo dei Latino-falisci. In seguito, arrivarono nella regione altre popolazioni, tra cui i Volsci, gli Equi, e gli Ernici, appartenenti all'altro ramo linguistico, costituito dagli Osco-umbri.

## Territorio
I Latini, in particolare, si insediarono nella zona che prima essi e poi i Romani chiamarono Latium vetus (o Latium antiquum, ossia "Lazio antico"), il "vero" Lazio, che da loro prendeva nome. Tale regione comprendeva i territori compresi lungo la costa tirrenica (per 50 miglia) dal fiume Tevere al Circeo. Confinava, pertanto, a nord con l'Etruria, ad est dagli Appennini, dal mare ad occidente ed a sud da popolazioni italiche o, più in antico, preindoeuropee. Il Latium vetus, pur di limitata estensione, era comunque disseminato in epoca protostorica da una miriade di insediamenti protourbani di varie dimensioni, che in parte si svilupparono in seguito attraverso un processo di sinecismo di diversi villaggi vicini, divenendo delle vere e proprie città.
Secondo l'antica ricostruzione di Dionigi di Alicarnasso, solo parzialmente confermata dalla scienza, prima dei Latini e degli Italici gli abitanti della regione furono i Siculi, poi gli Aborigeni e i Pelasgi, che uniti cacciarono a mezzogiorno i Siculi, fino a quando da queste popolazioni si originarono i Latini.
Tra le popolazioni che abitarono il territorio in epoca Latina, anche i Volsci, gli Aurunci e i Rutuli.

### Città delLatium vetus
| Mappa del Latium vetus |
| --- |
| Carseoli Nersae Cameria Eretum Feronia Ceri Alsium Caere Orvinium Cures Capena Ferentinum Frusino Anagnia Vitellia Albalonga Laurentum Lavinium Bovillae Aricia Lanuvium Velitrae Signia Artena Tolerium Bolae Pedum Labicum Nomentum Crustumerium Careiae Fregenae Ostia Varia Empulum Tibur Praeneste Gabii Tusculum Fidenae Veii Antemnae Roma Latium adiectum Etruria |

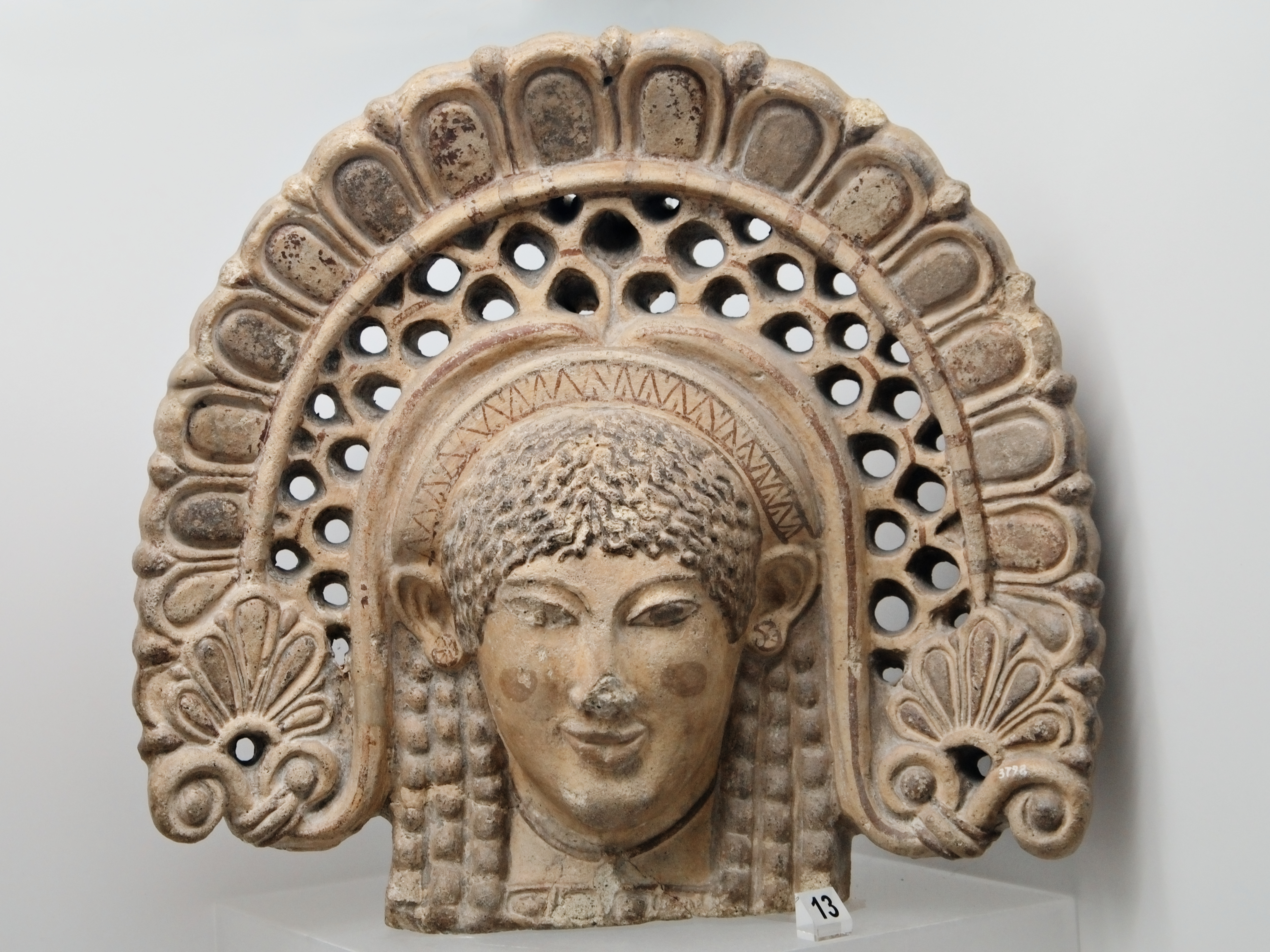
Antefissa policroma a testa femminile con nimbo traforato da Lanuvium, tempio tardo-arcaico di Giunone Sospita, 500 a.C., Villa Poniatowski, Roma

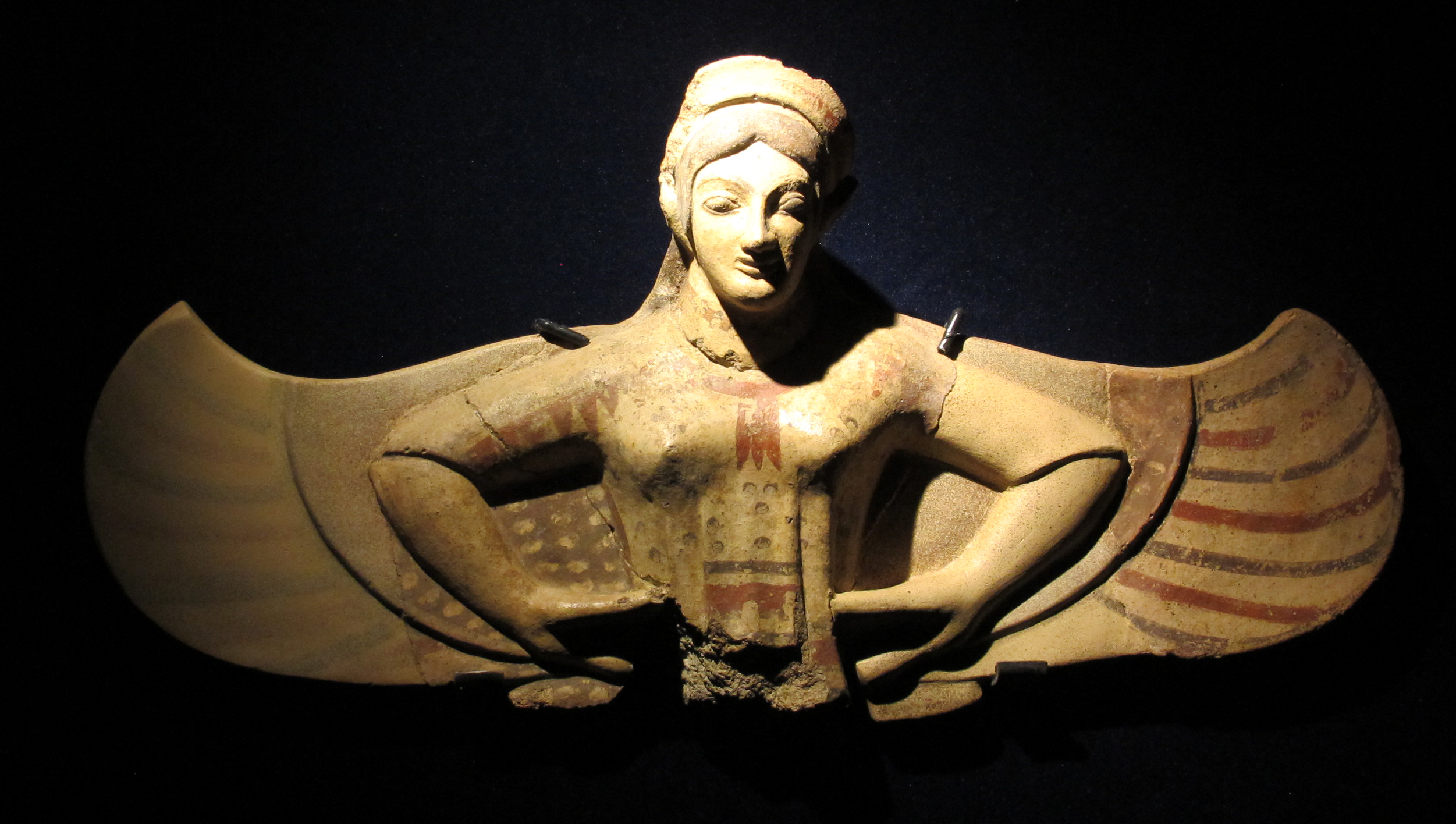
Statua acroteriale di arpia-sirena, inizi del V sec a.c. da Gabii

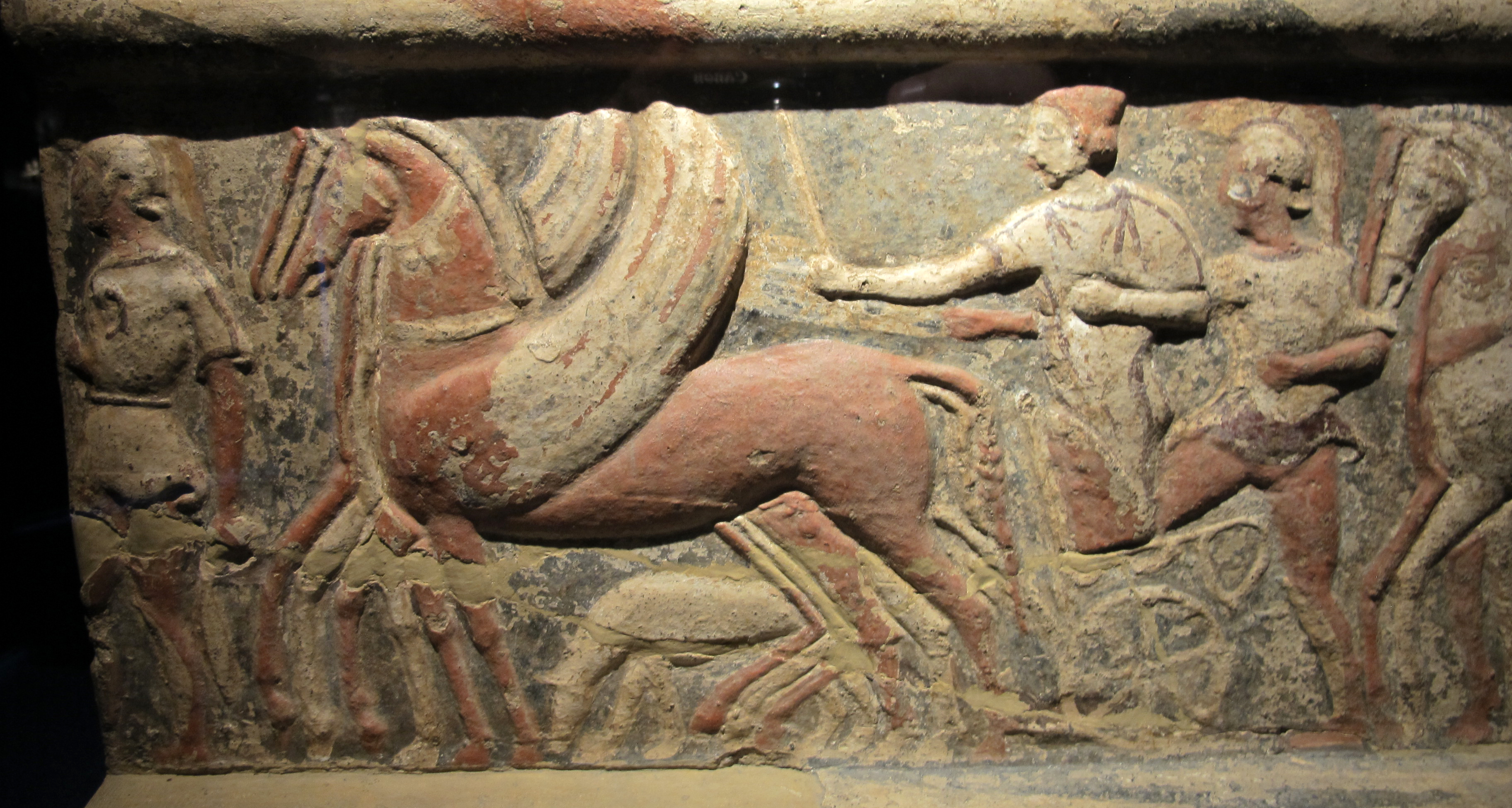
Sima frontonale con processione di carri e cavalli alati, 510-490 a.C. circa, da Praeneste

Numerose sono le città citate da Plinio il Vecchio nella sua Naturalis Historia al tempo dell'Imperatore romano Vespasiano. Qui di seguito un elenco dettagliato:
- Alba Fucens (Albe), sorta sul territorio degli Equi, come colonia di diritto latino;[8]
- Albalonga (Monte Albano presso Rocca di Papa), fondata dal figlio di Enea, Ascanio, secondo la leggenda, con il santuario federale dedicato a Giove Laziale;[3]
- Aletrium (Alatri);[2]
- Anagnia (Anagni);[2]
- Antemnae, ridotta ai tempi di Strabone a semplice villaggio o a possedimento agricolo privato;[3]
- Antium, (Anzio e Nettuno)[9] menzionata da Plinio il Vecchio,[10] era una località di villeggiatura, priva di porto al tempo di Strabone,[11] utilizzata per piacevoli soggiorni anche da magistrati e politici romani, ricca pertanto di lussuose abitazioni e ville;[12]
- Ardea (Ardea), città fondata da Danae, madre di Perseo,[5] nel territorio dei Rutuli, dove si trova un santuario dedicato ad Afrodite, presso il quale i Latini tengono una festa comune;[12]
- Aricia (Ariccia), sorgeva lungo la via Appia in un luogo incavato, con un'acropoli fortificata e, non molto distante, un santuario dedicato ad Artemide (che chiamano Nemus);[9]
- Capitulum (presso Piglio), nell'antico territorio degli Ernici;[2]
- Cereatae (Cereatae Marianae);[2]
- Circeo, dove era presente un piccolo porto, un santuario legato alla maga Circe, un altare dedicato ad Atena e si dice fosse conservata, ai tempi di Strabone, una tazza che sembra fosse appartenuta ad Odisseo;[13]
- Collatia, ridotta ai tempi di Strabone a semplice villaggio o a possedimento agricolo privato;[3]
- Cora (Cori);[2]
- Fidenae, ridotta ai tempi di Strabone a semplice villaggio o a possedimento agricolo privato;[3]
- Gabii (a venti km da Roma, lungo la via Prenestina);[2]
- Labicum, ridotta ai tempi di Strabone a semplice villaggio o a possedimento agricolo privato;[3]
- Lanuvium (Lanuvio), sulla destra della via Appia, da dove si può vedere il mare;[9]
- Laurentum (lungo la via Laurentina, a 10 miglia dal centro di Roma),[5] che si tramanda fosse il luogo dove sbarcò Enea in fuga da Troia;[3][12]
- Lavinium (Pratica di Mare), fondata dallo stesso Enea con il nome della moglie Lavinia,[3] possedeva un santuario dedicato ad Afrodite, comune a tutti i Latini;[12]
- Ostia (Ostia), fondata da Anco Marzio,[5] divenne il porto di Roma a partire da Claudio;[4] Strabone ricorda che al tempo di Augusto e Tiberio era ancora priva di un porto, a causa dei depositi alluvionali del Tevere. Per questi motivi, le navi più grandi correvano il pericolo di arenarsi, tanto da ormeggiare al largo. Le imbarcazioni più piccole, invece, venivano utilizzate o per il carico/scarico delle merci dalle imbarcazioni più grandi, oppure potevano risalire il grande fiume fino a Roma (per circa 190 stadi);[12]
- Praeneste (Preneste),[2] con il santuario della Fortuna Primigenia, celebre per i suoi oracoli;[14]
- Privernum (Priverno);[2]
- Roma (Roma), capitale dell'Impero romano,[4] posta lungo il fiume Tevere;[8]
- Setia (Sezze), tra la via Appia a sud e la via Latina a nord;[2]
- Signia (Segni), tra la via Appia a sud e la via Latina a nord;[2]
- Suessa Pometia (Cisterna di Latina);[2]
- Tibur (Tivoli), città presso la quale passava la via Tiburtina Valeria, dove si trovava sia il santuario di Ercole Vincitore, sia la famosa cascata dell'Aniene, oltre alle salutari sorgenti sulfuree di Albulae;[14]
- Trapontium (forse l'odierna Torre Treponti);[2]
- Tusculum (Monte Porzio Catone),[14] città con considerevoli costruzioni, abbellita da una corona di giardini, ville e palazzi regali, in particolare nella parte bassa, quella rivolta verso Roma;[9]
- Velitrae (Velletri);[2]
- Vitellia (forse Bellegra o Valmontone), città che agli inizi del IV secolo a.C. era al confine fra il territorio degli Equi e i Romani.[15]

### Principali vie di comunicazione
Le strade più conosciute dell'epoca di Augusto erano: la via Appia (regina viarum, che delimita la parte del Latium vicino al mare, fino a Sinuessa), la via Latina (che raggiunge la via Appia presso Casilinum) e la via Valeria (che delimita la regione adiacente alla Sabina fino al territorio dei Marsi). Vi erano poi la via Labicana che si congiungeva con la via Latina dopo l'Algidum, e la via Prenestina, che iniziava con la Labicana dalla porta Esquilina, proseguiva fino a Gabii e poi a Praeneste. Oltre a queste vi erano anche: la via Tiburtina Valeria, che cominciava a Tibur (Tivoli) e conduceva attraverso il territorio dei Marsi fino a Corfinium (Corfinio), città dei Peligni.

### Economia
L'intero territorio è fertile e produce ogni tipo di bene. Pochi sono invece i luoghi, lungo la costa, paludosi e malsani, come il territorio attorno ad Ardea, o quello compreso tra Antium e Lavinium fino alla pianura di Suessa Pometia, oppure quello nei pressi di Setia. Ciò vale anche per il Circeo, essendo un territorio montagnoso e roccioso. Pur tuttavia anche questi territori non sono del tutto improduttivi o inutili, venendo utilizzati per il pascolo, o anche come boschi per il legname o per alcuni particolari prodotti che crescono proprio nelle zone paludose. Il territorio del Latium vetus produceva anche vini di grande qualità come il Setino (da Setia, vino di qualità assai costosa) o l'Albano (Colli Albani), oltre al Signino (da Segni, particolarmente astringente per il ventre).
Vi erano poi le importanti cave di pietra rossa di Gabii, che fornivano a Roma la maggior parte di questo materiale per la costruzione di edifici ed opere d'arte, grazie al vicino corso fluviale dell'Aniene, che ne premetteva un facile trasporto.

## Popolazioni
Primi ad essere sottomessi a Roma furono i Latini, già in epoca regia. Poi furono sottomessi Equi, Volsci (della pianura pontina), Ernici, e ancora prima i Rutuli e gli Aborigeni. E alla fine tutta la terra di queste popolazioni fu chiamata latina.

## Storia

### La conquista da parte di Roma
Le antiche città del "Latium" furono progressivamente conquistate dai Romani a partire dall'età regia. In questa prima fase, l'avanzata di Roma fu accompagnata dalla distruzione sistematica dei centri urbani sottomessi, spesso situati a poca distanza dalla città vincitrice. Alla cancellazione, più o meno completa, spesso seguiva la deportazione a Roma delle popolazioni assoggettate, che venivano inglobate nella comunità romana, fino a fondersi con essa.
La memoria delle città distrutte nella prima fase della conquista ci è stata tramandata da un nutrito gruppo di fonti classiche, principalmente l'opera geografica di Strabone, l'opera enciclopedica di Plinio il Vecchio (Naturalis Historia), e l'opera antiquaria di Dionigi di Alicarnasso sulla Roma arcaica (Romanae Antiquitates).
In particolare, l'opera di Plinio, nel suo stile enciclopedico e compendiario, ne fornisce un elenco schematico e scarno, con  "53 populi" di cui alla sua epoca (I secolo d.C.) non rimaneva traccia; l'elenco non è tuttavia organico, essendo diviso in due parti: inizialmente vengono citate, senza un ordine preciso le città del Lazio in generale con il loro nome, mentre di seguito si elencano in ordine alfabetico le popolazioni cittadine dell'area albana, citate con il nome degli abitanti, definiti nell'insieme "populi albenses".
Sotto Romolo furono sottomesse le città di Antemnae e di Custrumerium, in territorio sabino.
Sotto il re Anco Marzio l'espansione sarebbe proseguita verso il mare, con la distruzione dei centri di Ficana, Politorium e Tellenae, le cui popolazioni sarebbero state trasferite a Roma sul colle Aventino.
Tarquinio Prisco avrebbe esteso ulteriormente il territorio dello stato romano, conquistando Corniculum, nella zona a nord-est della città, e  Apiolae, probabilmente nella pianura pontina, con il cui bottino avrebbe avviato i lavori per il tempio di Giove Ottimo Massimo sul Campidoglio. e la cui popolazione venne trasferita, secondo gli usi del suo predecessore, sull'Aventino.
Tarquinio il Superbo avrebbe proseguito le conquiste nell'agro pontino, conquistando la città di Suessa Pometia.